# Тернеция
Обыкнове́нная терне́ция (лат. Gymnocorymbus ternetzi) — вид пресноводных лучепёрых рыб семейства харациновых, обитает в реках Мату-Гросу, Парагвай и Рио-Негро. Впервые в Европу была завезена в 1933 году. Рыба легко акклиматизировалась в неволе, став популярной среди аквариумистов, охотно нерестится и оставляет богатое потомство. Селекционерами выведено множество форм тернеций, имеющих яркую окраску: оранжевую, ярко-красную, зеленую или синюю.

## Описание
Тернеция — серебристая рыба с тремя чёрными поперечными полосами по бокам, одна из которых пересекает глаз. Самцы мельче самок, почти чёрные, имеют более заостренный спинной плавник. Есть вуалевая форма. Искусственно выведены цветные вариететы. Рыба мирная, стайная. Проявляет активность на всех уровнях.
Длина взрослых тернеций достигает около 3,5—4,5 см. Тело плоское, окраска тёмно-серебристая, поперек тела расположены три чёрные полосы. Одна из них проходит через глаз, вторая — после окончания жаберных крышек, третья — от начала верхнего плавника. Остальная часть тела от третьей полосы, включая верхние и анальный плавники, чёрная, создающая впечатление юбочки. Грудные, хвостовой и брюшные плавники довольно прозрачные. Анальный плавник напоминает чёрный развернутый веер. Эти рыбки довольно энергичны, подвижны, плавают отдельными стайками, часто нападая одна на другую.

## Образ жизни в аквариуме
В просторном аквариуме держатся на средней глубине по свободным от зарослей растений местам. В маленьком же аквариуме, наоборот, прячутся в растениях, выходя оттуда лишь в поисках еды. Тернеция хорошо уживается с другими видами рыбок. Для содержания 5—7 тернеций рекомендуется аквариум ёмкостью не менее 15-20 литров воды с грунтом и желательно густо засаженным растениями. Должно быть обеспечено хорошее освещение. Лучшей температурой для содержания рыб нужно считать +25…+27 °C. При содержании в аквариуме воду следует подменивать через день из такого расчета чтобы к концу недели сменить не менее трети воды. Желательно искусственное обогащение кислородом. Корм предпочтительно живой (мелкий мотыль, трубочник, циклоп, дафния), однако также могут употреблять качественный сухой корм.
Как и все харациновые, тернеции могут менять окраску при ухудшении условий содержания. При испуге рыбы также меняют окраску — тело приобретает серебристо-грязноватый оттенок.

## Совместимость
Благодаря своему миролюбивому характеру тернецию можно содержать с другими мелкими харациновыми а также с гуппи или пецилиями. Идеально подходит для смешанного аквариума. Обязательно стайное содержание, в одиночестве становится агрессивной. Лучше не содержать её вместе с рыбами меньшего размера или рыбами с вуалевыми плавниками, она будет их кусать.

## Размножение
Тернеция является икромечущей рыбой, приемлемая нерестовая температура — +25…+27 °C, жёсткость воды 4 °dH, pH 6,8—7,0. Нерест у тернеций парный (иногда практикуется стайный). В аквариум сначала сажают самца, а через несколько часов подсаживают самку. Утром следующего дня аквариум следует ярко осветить — это даст толчок для нереста. Освещение может быть естественным или искусственным. Нерестовый аквариум должен иметь площадь дна примерно 1500 см² (50 × 30 см), на дно укладывают яванский мох или капроновую сетку. Капроновая сетка должна иметь ячейки достаточные для того, чтобы падающие икринки свободно проходили сквозь сетку, и в то же время недостаточно большие для того, чтобы рыба смогла добраться до икры. Пара тернеций может произвести за один нерест до 1000, а иногда и до 2000 икринок, после нереста производителей отсаживают. Инкубационный период продолжается 24—36 часов, после этого появляются личинки, через 3—5 дней личинки тернеции превращаются в мальков, начинают свободно плавать и брать корм. Стартовый корм — инфузория туфелька, коловратки. На искусственных кормах выход мальков обычно ниже. Мальков тернеции следует сортировать по размеру и рассаживать во избежание каннибализма.